# Artima
Artima (aussi appelée Arédit ou Arédit/Artima) est une maison d'édition française de bandes dessinées, anciennement  basée à Tourcoing, dans le Nord, active entre 1943 et 1989. Durant son existence, la maison d'édition était dirigée par Émile Keirsbilk dans les années 1950 et 1960. Son nom signifie « ARTisans en IMAgerie ».

## Histoire

### Période Artima (1943–1962)
En 1942 et 1943, Artima débute en publiant des livres d'images et de coloriage. Vers 1945, Artima publie des périodiques de bande dessinée, d'abord en format « à la française » (orientation portrait des pages), puis « à l'italienne » (orientation paysage des pages, c'est-à-dire des pages plus larges que hautes) à la fin de l'année,.
À partir de 1952, l'intérêt pour le format « à l'italienne » s'estompant, Artima commence à publier des mensuels de bandes dessinées dans le nouveau format 17,5 x 23 cm, dit « à la française » (seuls quelques titres comme Big Boy ou Foxie eurent un format « pocket » plus petits). Ardan est le premier titre paru dans ce format. Les bandes dessinées publiées sont d'abord françaises (Tarou, Tim l'Audace, Tex Bill, Toni Cyclone, Audax avec Luc Hardy ou Bill Tornade, etc.), mais suivent bientôt des traductions de bandes dessinées étrangères (Panda de Marten Toonder, Atome Kid, Angel Audaz, Ray Comet, etc.. À partir de 1954, Artima ne publie plus en format « à l'italienne ».
En 1956, Artima édite chaque mois une vingtaine de fascicules de 32 pages chacun dont deux récits complets. Les couvertures sont en couleurs, et l'intérieur en noir et blanc. Les dessinateurs comprennent des artistes français (Bob Dan, Roger Melliès, Le Rallic, Bob Leguay, Eugène Gire, Gervy, Bild, Brantonne, Raoul et Robert Giordan, Pierre Le Goff, Raymond Cazanave, J.P. Decoudun, Gaston Niezab, André Gosselin, Erik, etc.), espagnols (Fernando Fernández (qui n'avait que 16 ans en 1956, pour Ray Comet et Mr. TV, Bayo pour Atome Kid), Francisco Hidalgo (qui prend plus tard le pseudonyme d'Yves Roy pour Angel Audaz), Boixcar, Jaime Rumeu, etc.), britanniques (Graham Coton, pour La Famille Rollinson dans l'espace), néerlandais (Henk Sprenger (pour Pilote Tempête et Kick Wilstra), Marten Toonder), et américains (Joe Kubert, Carmine Infantino, Nick Cardy, Murphy Anderson, etc.). 
En octobre 1956, Artima utilise le nom d’Arédit lors du lancement de Foxie et Big Boy en petit format, mais cesse de le faire, en 1957 après 4 ou 5 numéros. En 1960, Artima publie ses premières séries dédiées aux filles, mélangeant bandes dessinées et romans-photos.

### Presses de la Cité et Arédit (1962–1989)
En 1962, les Presses de la Cité rachètent Artima, notamment dans le but de publier sous le nom d’Arédit des adaptations de leur catalogue de romans (incluant ceux de la collection Fleuve noir) en bande dessinée.
Le nom du nouveau propriétaire n'apparaît sur les publications qu'en mars 1963 et il faut attendre le mois de mai 1965 pour que le nom Arédit soit indiqué,. Progressivement, les traductions de la plupart des séries de DC Comics, à l'exception de Superman et Batman réservés à Sagédition (en France) et Interpresse (en Belgique), puis de Marvel, celles dont n'a pas voulu Lug, prennent le pas sur les créations européennes avec des collections comme Artima Color DC SuperStar, Artima Color Marvel Superstar ou bien encore Artima Color Marvel Géant, qui a eu 14 titres différents publiés de janvier 1979 à juillet 1984 pour un total de 45 albums.
En 1989, Artima/Arédit disparaît,.

### Réédition en albums (1990)
En 1990, à l'initiative de Pierre Cordier, patron d'Artima, les éditions Lefrancq débutent la publication d'albums reprenant les bandes dessinées de l'âge d'or d'ARTIMA. 4 volumes de Météor (soit 23 fascicules) sont publiés jusqu'en 1996. En 1998, les éditions Lefrancq, du moins sous cette forme, disparaissent purement et simplement.

## Genres
Chaque titre cible un genre particulier :
- Guerre, action et aventure : Audax , Ardan, Tarou, Aventures Film, Vigor, Dynamic, Tempest, Ouragan, Red Canyon, Fulgor, Vengeur, Olympic, Hardy, Mystic, Eclair, Téméraire, Choc, Commando, Toni Cyclone.
- Science-fiction et fantastique : Meteor (série dessinée par Raoul Giordan), Cosmos (Ray Comet), Sidéral, Aventures fiction, Spoutnik, Atome Kid, Monde Futur, Big Boy (devenu Big Boss), Bat Man (sans aucun rapport avec le célèbre personnage, mais dans la lignée Aventures fiction). Ces magazines introduisent en France une partie des séries de DC Comics dont le « Franc-Archer » (Green Arrow), le « chasseur d'hommes de Mars » (Martian Manhunter), Adam Strange, le chauffeur de taxi de l'espace (Space Cabbie), le musée de l'espace (Space Museum (en)) et le Ranger de l'espace (Space Ranger (en)).
- Humour poétique : Panda, série dont le dessinateur et concepteur est le néerlandais Marten Toonder, Foxie (courtes fables animalières publiées par DC Comics).

## Publications
| Début de publication | Fin de publication | Titre                                                 | Nombre d'albums | Collection                    |
| -------------------- | ------------------ | ----------------------------------------------------- | --------------- | ----------------------------- |
| mai 1953             | juin 1962          | Météor                                                | 110             | Artima                        |
| novembre 1956        | décembre 1961      | Cosmos (1re série)                                    | 62              | Artima                        |
| novembre 1956        | septembre 1959     | Atome Kid                                             | 35              | Artima                        |
| décembre 1957        | septembre 1960     | Spoutnik                                              | 34              | Artima                        |
| février 1958         | juin 1960          | Sidéral (1re série)                                   | 27              | Artima                        |
| mars 1958            | septembre 1960     | Aventures Fiction (1re série)                         | 29              | Artima                        |
| février 1959         | septembre 1960     | Monde futur (1re série)                               | 20              | Artima                        |
| avril 1959           | octobre 1963       | Flash                                                 | 54              | Artima                        |
| octobre 1959         | mars 1960          | Choc (1re série)                                      | 6               | Artima                        |
| février 1960         | septembre 1960     | Bat Man                                               | 8               | Artima                        |
| décembre 1961        | novembre 1965      | Toni Cyclone                                          | 47              | Artima                        |
| avril 1966           | août 1982          | OSS 117                                               | 73              | Comics Pocket                 |
| juillet 1966         | juillet 1978       | Aventures Fiction (2e série)                          | 57              | Comics Pocket                 |
| juillet 1966         | mars 1983          | Étranges Aventures                                    | 78              | Comics Pocket                 |
| avril 1967           | avril 1977         | Brûlant (1re série)                                   | 46              | Comics Pocket                 |
| avril 1967           | janvier 1968       | Spectre                                               | 4               | Comics Pocket                 |
| octobre 1967         | décembre 1969      | Cosmos (2e série)                                     | 10              | Flash                         |
| avril 1968           | février 1983       | Eclipso                                               | 84              | Comics Pocket                 |
| juillet 1968         | juillet 1971       | Canyon                                                | 34              | Courage Exploit               |
| juillet 1968         | août 1971          | Flèche Noire                                          | 34              | Courage Exploit               |
| novembre 1968        | janvier 1977       | Atomos                                                | 37              | Comics Pocket                 |
| novembre 1968        | janvier 1977       | Sidéral (2e série)                                    | 63              | Comics Pocket                 |
| avril 1969           | octobre 1970       | Bomba                                                 | 7               | Pop Magazine                  |
| juin 1969            | janvier 1977       | Hallucinations (1re série)                            | 61              | Comics Pocket                 |
| mai 1970             | juin 1983          | Flash (1re série)                                     | 59              | Flash                         |
| mai 1970             | janvier 1972       | Bat Lash                                              | 8               | Comics Pocket                 |
| mai 1970             | octobre 1971       | Maniaks                                               | 7               | Comics Pocket                 |
| mai 1970             | février 1974       | Aquaman                                               | 18              | Pop Magazine                  |
| juin 1970            | décembre 1976      | Big Boss                                              | 30              | Flash                         |
| juillet 1970         | avril 1977         | Atome Kid                                             | 30              | Cosmos                        |
| septembre 1970       | octobre 1972       | Stanley et ses amis                                   | 9               | Pop Magazine                  |
| janvier 1971         | mars 1974          | Monde Futur (2e série)                                | 13              | Cosmos                        |
| janvier 1971         | juillet 1972       | Adam Strange                                          | 7               | Eclair Comics                 |
| juin 1971            | juin 1974          | Atom                                                  | 13              | Pop Magazine                  |
| juin 1971            | juin 1972          | Captain Action                                        | 5               | Pop Magazine                  |
| janvier 1972         | avril 1983         | Choc (2e série)                                       | 33              | Comics Pocket                 |
| janvier 1972         | avril 1976         | Vengeur                                               | 18              | Comics Pocket                 |
| février 1952         | août 1961          | Ardan (1re série)                                     | 114             | Récit Complet                 |
| juillet 1972         | avril 1976         | Ardan (2e série)                                      | 42              | Courage Exploit               |
| décembre 1972        | mai 1981           | Green Lantern                                         | 35              | Flash                         |
| novembre 1973        | mars 1981          | Audax                                                 | 40              | Courage Exploit               |
| janvier 1974         | janvier 1982       | Canberra                                              | 27              | Comics Pocket                 |
| janvier 1974         | août 1976          | TTX 75                                                | 13              | Comics Pocket                 |
| avril 1974           | octobre 1976       | Shazam !                                              | 11              | Flash                         |
| avril 1974           | novembre 1985      | Spoof (1re série)                                     | 94              | Surboum                       |
| juillet 1974         | octobre 1979       | Dracula (1re série)                                   | 25              | Comics Pocket                 |
| juillet 1974         | juillet 1977       | Spectral (1re série)                                  | 15              | Comics Pocket                 |
| octobre 1974         | avril 1978         | Calone                                                | 15              | Comics Pocket                 |
| octobre 1974         | juillet 1980       | Le Vicomte                                            | 16              | Comics Pocket                 |
| janvier 1975         | juillet 1978       | Il est Minuit (1re série)                             | 14              | Comics Pocket                 |
| janvier 1975         | octobre 1980       | L'Inattendu                                           | 25              | Comics Pocket                 |
| avril 1975           | octobre 1980       | Frankenstein                                          | 19              | Comics Pocket                 |
| avril 1975           | janvier 1981       | Satan                                                 | 19              | Comics Pocket                 |
| juin 1975            | mars 1983          | Le Manoir des Fantômes (1re série)                    | 26              | Comics Pocket                 |
| juin 1975            | février 1980       | Petitjean                                             | 14              | Comics Pocket                 |
| juillet 1975         | octobre 1981       | Anticipation                                          | 20              | Comics Pocket                 |
| juillet 1975         | juillet 1978       | Kamandi (1re série)                                   | 10              | Comics Pocket                 |
| septembre 1975       | avril 1977         | Jack Sport                                            | 10              | Courage Exploit               |
| octobre 1975         | avril 1983         | La Maison du Mystère                                  | 21              | Comics Pocket                 |
| janvier 1976         | décembre 1981      | Clameurs                                              | 17              | Comics Pocket                 |
| janvier 1976         | mai 1980           | Lecomte                                               | 11              | Comics Pocket                 |
| janvier 1976         | avril 1981         | Richard Dragon                                        | 12              | Comics Pocket                 |
| avril 1976           | janvier 1983       | Démon (1re série)                                     | 20              | Comics Pocket                 |
| décembre 1976        | juillet 1983       | Hercule (1re série)                                   | 28              | Flash                         |
| décembre 1976        | décembre 1978      | Submariner                                            | 15              | Flash                         |
| décembre 1976        | septembre 1983     | Hulk (1re série)                                      | 29              | Flash                         |
| février 1977         | octobre 1982       | L'Insolite                                            | 25              | Comics Pocket                 |
| mars 1977            | juin 1982          | Faucon Noir                                           | 25              | Flash                         |
| mars 1977            | février 1981       | King Cobra                                            | 18              | Flash                         |
| août 1977            | septembre 1983     | Thor (1re série)                                      | 27              | Flash                         |
| octobre 1977         | octobre 1978       | Conan                                                 | 7               | Comics Pocket                 |
| octobre 1977         | décembre 1982      | Sidéral (3e série)                                    | 25              | Comics Pocket                 |
| décembre 1977        | mai 1981           | Brûlant (2e série)                                    | 16              | Comics Pocket                 |
| janvier 1978         | janvier 1984       | Spectral (2e série)                                   | 25              | Comics Pocket                 |
| novembre 1978        | juin 1982          | Il est Minuit (2e série)                              | 16              | Comics Pocket                 |
| janvier 1979         | mars 1983          | Super Action avec Wonder Woman                        | 16              | Arédit DC en couleurs         |
| janvier 1979         | septembre 1982     | Super Héros                                           | 14              | Arédit DC en couleurs         |
| janvier 1979         | avril 1980         | Année Zéro (2e série)                                 | 6               | Artima Color DC SuperStar     |
| janvier 1979         | janvier 1979       | Sgt. Pepper's Lonely Heart Club Band                  | Spécial         | Artima Color Marvel Géant     |
| janvier 1979         | décembre 1982      | Captain America (1re série)                           | 19              | Artima Color Marvel Superstar |
| janvier 1979         | décembre 1982      | Gamma                                                 | 19              | Artima Color Marvel Superstar |
| janvier 1979         | septembre 1984     | Thor, le fils d'Odin                                  | 24              | Artima Color Marvel Superstar |
| avril 1979           | octobre 1983       | Hulk                                                  | 14              | Artima Color Marvel Géant     |
| avril 1979           | octobre 1980       | Namor                                                 | 10              | Artima Color Marvel Superstar |
| juillet 1979         | juillet 1979       | Beatles Story                                         | Spécial         | Artima Color Marvel Géant     |
| juillet 1979         | avril 1984         | Conan le Barbare (1re série)                          | 18              | Artima Color Marvel Superstar |
| juillet 1979         | juillet 1979       | Les Dents de la mer, 2e partie                        | Spécial         | Artima Color Marvel Géant     |
| janvier 1980         | janvier 1980       | Captain Britain                                       | Spécial         | Artima Color Marvel Géant     |
| janvier 1980         | janvier 1980       | Météor                                                | Spécial         | Artima Color Marvel Géant     |
| janvier 1980         | janvier 1980       | Power Man                                             | Spécial         | Artima Color Marvel Géant     |
| avril 1980           | juillet 1984       | Conan                                                 | 12              | Artima Color Marvel Géant     |
| avril 1980           | avril 1980         | Daredevil enquête                                     | Spécial         | The Best of Marvel            |
| avril 1980           | avril 1980         | Daredevil et les kidnappeurs                          | Spécial         | The Best of Marvel            |
| avril 1980           | avril 1980         | Iron Man                                              | Spécial         | The Best of Marvel            |
| avril 1980           | avril 1980         | La naissance de Captain Marvel                        | Spécial         | The Best of Marvel            |
| avril 1980           | avril 1980         | Le plus grand combat des 4 Fantastiques               | Spécial         | The Best of Marvel            |
| avril 1980           | avril 1980         | Le rejeton des 4 Fantastiques                         | Spécial         | The Best of Marvel            |
| avril 1980           | avril 1980         | Spider-Man                                            | Spécial         | The Best of Marvel            |
| avril 1980           | avril 1980         | Spider-Man contre la Torche                           | Spécial         | The Best of Marvel            |
| avril 1980           | septembre 1982     | Star-Lord                                             | 3               | Artima Color Marvel Géant     |
| avril 1980           | mars 1982          | Miss Marvel                                           | 7               | Artima Color Marvel Superstar |
| avril 1980           | avril 1983         | Dracula le Vampire (2e série)                         | 11              | Artima Color Marvel Superstar |
| juillet 1980         | juillet 1980       | Captain America et Spider-Man                         | Spécial         | Artima Color Marvel Géant     |
| juillet 1980         | avril 1983         | Les Micronautes                                       | 8               | Artima Color Marvel Superstar |
| juillet 1980         | juin 1984          | Les Vengeurs (1re série)                              | 14              | Artima Color Marvel Superstar |
| octobre 1980         | novembre 1982      | Jonah Hex                                             | 8               | Arédit DC en couleurs         |
| octobre 1980         | septembre 1983     | Star Flash                                            | 10              | Arédit DC en couleurs         |
| octobre 1980         | septembre 1982     | Kamandi (3e série)                                    | 7               | Artima Color DC SuperStar     |
| octobre 1980         | mai 1983           | Miss Hulk                                             | 9               | Artima Color Marvel Superstar |
| janvier 1981         | janvier 1981       | 3D Man, Spider-Man et les 4 Fantastiques              | Spécial         | Artima Color Marvel Superstar |
| janvier 1981         | avril 1982         | Hallucinations (2e série)                             | 5               | Comics Pocket                 |
| janvier 1981         | mars 1983          | Power Man                                             | 6               | Artima Color Marvel Superstar |
| janvier 1981         | décembre 1982      | Aventures Fiction (3e série)                          | 8               | Comics Pocket                 |
| janvier 1981         | juillet 1984       | Les Défenseurs                                        | 11              | Artima Color Marvel Superstar |
| janvier 1981         | octobre 1984       | Conan Color                                           | 5               | Pocket Color Marvel Arédit    |
| avril 1981           | mars 1984          | Les Géants des Super-Héros                            | 9               | Artima Color DC SuperStar     |
| avril 1981           | septembre 1983     | Le Manoir des Fantômes (2e série)                     | 8               | Artima Color DC SuperStar     |
| avril 1981           | juillet 1981       | WeirdWorld                                            | 3               | Artima Color Marvel Géant     |
| avril 1981           | mars 1983          | Névrose (1re série)                                   | 8               | Comics Pocket                 |
| juillet 1981         | mai 1982           | Atom                                                  | 3               | Artima Color DC Géant         |
| juillet 1981         | septembre 1984     | Le Motard fantôme                                     | 10              | Artima Color Marvel Superstar |
| juillet 1981         | juin 1983          | Docteur Strange                                       | 7               | Artima Color Marvel Superstar |
| juillet 1981         | janvier 1983       | Il est Minuit (3e série)                              | 5               | Artima Color DC SuperStar     |
| juillet 1981         | novembre 1982      | Warlord                                               | 4               | Artima Color DC Géant         |
| janvier 1982         | septembre 1982     | La Créature du Marais (1re série)                     | 4               | Arédit DC en couleurs         |
| janvier 1982         | novembre 1982      | Sueurs Froides                                        | 5               | Arédit DC en couleurs         |
| janvier 1982         | décembre 1982      | Raid                                                  | 4               | Comics Pocket                 |
| mars 1982            | février 1983       | Arak, fils de la foudre (1re série)                   | 4               | Artima Color DC SuperStar     |
| mars 1982            | janvier 1984       | L'Escadron des étoiles                                | 7               | Artima Color DC SuperStar     |
| mai 1982             | novembre 1984      | Les Jeunes Titans                                     | 9               | Artima Color DC SuperStar     |
| mai 1982             | avril 1984         | Hulk Color                                            | 7               | Pocket Color Marvel Arédit    |
| mai 1982             | juin 1983          | Vengeurs Color                                        | 4               | Pocket Color Marvel Arédit    |
| juin 1982            | octobre 1982       | La Ligue de Justice                                   | 2               | Artima Color DC SuperStar     |
| juin 1982            | mars 1984          | Ka-Zar                                                | 6               | Artima Color Marvel Superstar |
| octobre 1982         | avril 1983         | Les Vengeurs                                          | 2               | Artima Color Marvel Géant     |
| octobre 1982         | janvier 1984       | Hulk Hors-série                                       | 3               | Artima Color Marvel Superstar |
| janvier 1983         | juillet 1984       | Warlord                                               | 6               | Artima Color DC SuperStar     |
| janvier 1983         | janvier 1983       | La Légende de Star-Lord                               | Spécial         | Artima Color Marvel Superstar |
| février 1983         | juin 1984          | La Ligue de Justice (1re série)                       | 10              | Artima DC Color               |
| février 1983         | février 1983       | Le pape Jean-Paul II                                  | Spécial         | Artima Color Marvel Géant     |
| mars 1983            | novembre 1983      | La Créature du Marais (2e série)                      | 3               | Artima Color DC SuperStar     |
| mars 1983            | juillet 1983       | La Légion des Super-Héros                             | 3               | Artima DC Color               |
| avril 1983           | octobre 1983       | Captain Carotte                                       | 2               | Artima Color DC SuperStar     |
| septembre 1983       | avril 1985         | Camelot 3000                                          | 5               | Artima Color DC SuperStar     |
| septembre 1983       | septembre 1983     | Les Vengeurs Hors-série : La menace du Mandarin       | Spécial         | Artima Color Marvel Superstar |
| septembre 1983       | juin 1985          | Conan Spécial                                         | 3               | Artima Color Marvel Superstar |
| octobre 1983         | septembre 1984     | Et si ...                                             | 4               | Artima Marvel Color           |
| octobre 1983         | avril 1985         | Moon Knight, vengeur de l'ombre                       | 7               | Artima Marvel Color           |
| octobre 1983         | janvier 1985       | Flash (2e série)                                      | 13              | Flash Nouvelle Formule        |
| octobre 1983         | janvier 1985       | Hercule (2e série)                                    | 12              | Flash Nouvelle Formule        |
| octobre 1983         | mai 1985           | Thor (2e série)                                       | 15              | Flash Nouvelle Formule        |
| novembre 1983        | mars 1985          | Arion                                                 | 5               | Artima DC Color               |
| novembre 1983        | juin 1985          | Hulk (2e série)                                       | 15              | Flash Nouvelle Formule        |
| novembre 1983        | novembre 1983      | Kull Color                                            | 1               | Pocket Color Marvel Arédit    |
| janvier 1984         | septembre 1984     | King Conan                                            | 3               | Artima Color Marvel Géant     |
| mars 1984            | mars 1984          | Bloodstone                                            | Spécial         | Artima Spécial Marvel Géant   |
| mars 1984            | mars 1984          | L'étrange Invasion                                    | Spécial         | Artima Spécial Marvel Géant   |
| mars 1984            | mars 1984          | Kull                                                  | Spécial         | Artima Spécial Marvel Géant   |
| mars 1984            | mars 1984          | Star-Lord                                             | Spécial         | Artima Spécial Marvel Géant   |
| juillet 1984         | juillet 1984       | Docteur Strange Classic                               | Spécial         | Artima Color Marvel Superstar |
| septembre 1984       | mars 1986          | Judge Dredd                                           | 16              | Arédit                        |
| juillet 1984         | mai 1985           | Conan le Barbare (2e série)                           | 8               | Arédit Marvel Color           |
| octobre 1984         | juin 1985          | Captain America (2e série)                            | 4               | Arédit Marvel en couleurs     |
| octobre 1984         | mai 1985           | Marvel Fanfare                                        | 3               | Arédit SuperStar              |
| novembre 1984        | novembre 1984      | Les Seigneurs                                         | Spécial         | Arédit DC Graphic Novel       |
| janvier 1985         | janvier 1985       | Captain America : Mort mystérieuse                    | Spécial         | Arédit Marvel Color           |
| janvier 1985         | janvier 1985       | Marvel Fanfare Spécial Docteur Strange Classic        | Spécial         | Arédit SuperStar              |
| février 1985         | juillet 1987       | La Ligue de Justice (2e série)                        | 11              | DC Arédit (couleurs)          |
| février 1985         | juin 1986          | Star Trek                                             | 8               | DC Arédit (couleurs)          |
| mars 1985            | octobre 1987       | Choc (3e série)                                       | 16              | Comics DC Pocket / DC Arédit  |
| mars 1985            | octobre 1987       | Névrose (2e série)                                    | 16              | Comics DC Pocket / DC Arédit  |
| mars 1985            | octobre 1987       | Les Jeunes T. (2e série)                              | 26              | DC Arédit (couleurs)          |
| mars 1985            | juin 1986          | Omega Men                                             | 15              | DC Arédit (couleurs)          |
| mars 1985            | mars 1985          | Spécial Film : Star Trek III, à la recherche de Spock | Spécial         | Arédit                        |
| avril 1985           | avril 1985         | Les Baroudeurs de l'espace                            | Spécial         | Arédit DC Graphic Novel       |
| avril 1985           | août 1985          | RoboHunter                                            | 5               | Arédit                        |
| mai 1985             | avril 1988         | Démon (2e série)                                      | 18              | Comics DC Pocket / DC Arédit  |
| mai 1985             | avril 1988         | Spectral (3e série)                                   | 16              | Comics DC Pocket / DC Arédit  |
| juin 1985            | juillet 1987       | Comics Parade                                         | 15              | DC Arédit (couleurs)          |
| juillet 1985         | juin 1987          | DC Flash (1re série)                                  | 14              | DC Arédit (couleurs)          |
| septembre 1987       | septembre 1987     | DC Flash (2e série)                                   | 1               | DC Arédit (couleurs)          |
| septembre 1985       | novembre 1986      | Atari Force                                           | 13              | DC Arédit (couleurs)          |
| septembre 1985       | septembre 1986     | V                                                     | 11              | DC Arédit (couleurs)          |
| octobre 1985         | février 1988       | Vengeur (2e série)                                    | 21              | Arédit Marvel                 |
| octobre 1985         | août 1987          | Les Défenseurs (DC Comics)                            | 12              | DC Arédit (couleurs)          |
| décembre 1985        | septembre 1987     | Les Vengeurs (DC)                                     | 12              | DC Arédit (couleurs)          |
| janvier 1986         | mai 1987           | Arak (2e série)                                       | 10              | DC Arédit (couleurs)          |
| janvier 1986         | janvier 1987       | Tor                                                   | 12              | DC Arédit (noir et blanc)     |
| janvier 1986         | juillet 1987       | Spoof (2e série)                                      | 18              | Arédit                        |
| février 1986         | août 1987          | Hex                                                   | 10              | DC Arédit (couleurs)          |
| février 1986         | juillet 1987       | Super Star Comics                                     | 12              | DC Arédit (couleurs)          |
| mars 1986            | juin 1987          | Sgt. Rock                                             | 15              | DC Arédit (noir et blanc)     |
| avril 1986           | août 1987          | Jonah Hex                                             | 12              | DC Arédit (noir et blanc)     |
| septembre 1986       | juin 1987          | Aventures Fiction (4e série)                          | 9               | Arédit                        |
| février 1987         | août 1989          | Super Action                                          | 15              | Arédit                        |
| avril 1987           | octobre 1987       | Electric Warrior                                      | 4               | DC Arédit (couleurs)          |
| avril 1987           | juin 1987          | Eclipse Comics                                        | 2               | Eclipse Comics                |
| septembre 1987       | décembre 1987      | Watchmen                                              | 2               | Arédit                        |
| octobre 1987         | avril 1988         | Hercule (3e série)                                    | 2               | Arédit                        |
| septembre 1989       | septembre 1989     | DC Flash Spécial : Batman superstar de l'écran        | Spécial         | DC Arédit (couleurs)          |